# آگوستین ایروستا
آگوستین ایروستا (انگلیسی: Agustín Irusta؛ زادهٔ ۱۹ ژوئیهٔ ۱۹۴۲) بازیکن فوتبال اهل آرژانتین است.
از باشگاه‌هایی که در آن بازی کرده‌است می‌توان به باشگاه ورزشی سن لورنسو آلماگرو اشاره کرد.
وی همچنین در تیم ملی فوتبال آرژانتین بازی کرده‌است.